# Juan Manuel Vargas
Artikeln följer den spanska namnseden; faderns efternamn är Vargas och moderns efternamn Risco.
Juan Manuel Vargas Risco, född 5 oktober 1983, är en peruansk professionell fotbollsspelare som sedan januari 2017 spelar i peruanska Universitario. Han spelar även för det peruanska landslaget.

## Biografi

### Uppväxt
Vargas föddes den 5 oktober 1983 i distriktet Magdalena del Mar i Limaprovinsen i Peru. Han växte upp hos sin farmor och började som tolvåring spela fotboll för Universitario de Deportes. Efter att ett flertal spelare i A-lagstruppen inlett en strejk av ekonomiska och fotbollsmässiga själ fick Vargas debutera i A-laget den 24 november 2002. Vargas gjorde mål i sin debutmatch. År 2003 fick Vargas mycket speltid av den nya tränaren Ricardo Ortiz och deltog bland annat i Copa Libertadores.
Efter 69 matcher och 8 mål för Universitario värvades Vargas 2005 av det argentinska laget Colón de Santa Fe. Det blev dock bara två säsonger i den argentinska klubben innan Vargas flyttade till Europa.

### Italien
I augusti 2006 skrev Vargas på ett fyraårskontrakt med den italienska klubben Catania som betalade 3,35 miljoner euro för honom. Han debuterade i Serie A den 1 oktober samma år i en match mot Fiorentina. Första målet för Catania kom ett drygt år senare, den 31 oktober 2007, i en match mot AC Siena. Under två säsonger med Catania spelade Vargas 69 ligamatcher och gjorde 5 mål.
I juli 2008 värvades Vargas av Fiorentina för 12 miljoner euro. 

### Landslagskarriär
År 2003 deltog Vargas i det peruanska U20-landslaget i Sydamerikanska mästerskapen för U20-landslag. Han debuterade i A-landslaget den 13 oktober 2004 i en match mot Paraguay.

### Webbkällor
- ”Estadísticas”. juanmanuelvargas.net. Arkiverad från originalet den 13 oktober 2011. https://web.archive.org/web/20111013200732/http://www.juanmanuelvargas.net/estadisticas.php. Läst 9 april 2011.

### Fotnoter
1. 1 2 3 4  ”Juan Manuel Vargas Risco”. juanmanuelvargas.net. Arkiverad från originalet den 29 september 2011. https://web.archive.org/web/20110929045808/http://www.juanmanuelvargas.net/historia.php. Läst 9 april 2011.